# Je témoigne de vous

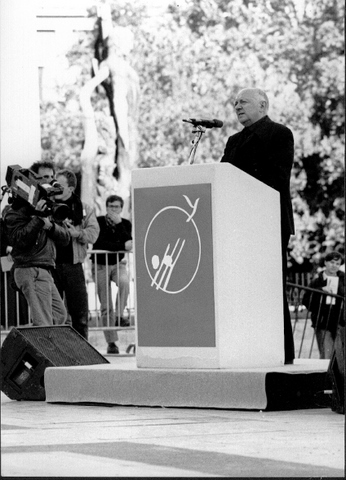
Le père Joseph Wresinski prononçant son discours Je témoigne de vous le 17 octobre 1987.

Je témoigne de vous, connu aussi sous le titre de Strophes à la gloire du Quart Monde de tous les temps, est un discours prononcé le 17 octobre 1987, à Paris, sur le Parvis des droits de l'homme, place du Trocadéro, par le père Joseph Wresinski, fondateur du mouvement international ATD Quart monde.
Par ce discours, prononcé à quelques mois de sa mort, le 14 février 1988, le père Joseph Wresinski entendait rendre honneur aux victimes de la faim, de la violence et de l'ignorance, dire leur refus de la misère et appeler l'humanité à s'unir pour faire respecter les droits de l'homme. Ce même jour, une dalle proclamant ce message était inaugurée à cette occasion sur le Parvis des droits de l'homme, là où fut signée, en 1948, la Déclaration universelle des droits de l'homme.
Le titre du discours, Je témoigne de vous, vient de la répétition de ces mots que Joseph Wresinski utilise comme anaphore.

## Genèse
Voyageant en Israël en 1982, le père Joseph Wresinski écrivait en ces termes aux membres du mouvement ATD Quart monde, évoquant une terre de détresse qui aurait dû devenir un lieu de mémoire :

« L'autre jour, je passais par là, je ne reconnaissais même plus l'emplacement du bidonville ni celui de la cité. Pourtant que de larmes ont souillé ce sol, que de souffrances ont endurées des centaines de familles sur ces lieux ! Que de cris ont percé le ciel ! Aucune stèle, aucun monument n'a été élevé, aucune plaque commémorative n'a été posée, seule la chair des hommes en porte la cicatrice. Pourtant en ces lieux, l'humanité a souffert comme nulle part ailleurs. Nous avons vu des enfants mendier, couverts de honte. Nous avons vu des grands, humiliés. Nous avons vu l'arbitraire régner en maître. Nous avons vu des hordes de pauvres s'avilissant à en mourir de honte. Que n'avons-nous pas vu ? Qui le saura ? Qui en témoignera ? Qui transmettra les paroles de cette tranche d'humanité réduite à un héroïsme sans gloire parce qu'elle n'a rien à défendre et qu'elle ne peut se griser d'aucune cause sinon celle de l'humble sourire, de l'humble amour familial méconnu, incompris, souvent ridiculisé ? »

Faire mémoire de ce qu'endurent les plus pauvres de tous les temps, de leurs luttes, de leurs efforts titanesques pour s'arracher à la fatalité de la misère, fut une préoccupation constante du fondateur d'ATD Quart monde.
Il rejoignait en cela Hannah Arendt qui, dans son Essai sur la révolution (1963), évoquait la « conjoncture malheureuse pour les pauvres, une fois assurée leur conservation, que leur vie est sans intérêt, et qu'ils n'ont pas droit au grand jour de la vie publique où le mérite peut se déployer ; ils restent dans l'ombre où qu'ils aillent ». Et plus loin, affirmant « cette conviction que l'obscurité plutôt que le besoin est la plaie de la pauvreté », elle en arrivait à parler de « ceux aux vies blessées desquels l'Histoire ajoute l'insulte de l'oubli ».

## Texte intégral
« Millions et millions d'enfants, de femmes et de pères qui sont morts de misère et de faim, dont nous sommes les héritiers.

Vous qui étiez des vivants, ce n'est pas votre mort que j'évoque aujourd'hui en ce Parvis des Libertés des Droits de l'Homme et du Citoyen,

C'est de votre vie dont je témoigne.

Je témoigne de vous, mères dont les enfants condamnés à la misère sont de trop en ce monde.

Je témoigne de vos enfants tordus par les douleurs de la faim, n'ayant plus de sourire, voulant encore aimer.

Je témoigne de ces millions de jeunes qui, sans raison de croire, ni d'exister, cherchent en vain un avenir en ce monde insensé.

Je témoigne de vous, pauvres de tous les temps, et encore d'aujourd'hui, happés par les chemins, fuyant de lieux en lieux, méprisés et honnis.

Travailleurs sans métier, écrasés en tout temps par le labeur. Travailleurs dont les mains, en ces jours, ne servent plus à rien.

Millions d'hommes, de femmes et d'enfants, dont les cœurs à grands coups battent encore pour lutter.

Dont l'esprit se révolte contre l'injuste sort qui leur fut imposé.

Dont le courage exige le droit à l'inestimable dignité.

Je témoigne de vous, enfants, femmes et hommes qui ne voulez pas maudire, mais aimer et prier, travailler et vous unir, pour que naisse une terre solidaire.

Une terre, notre terre, où tout homme aurait mis le meilleur de lui-même avant que de mourir.

Je témoigne de vous, hommes, femmes et enfants dont le renom est désormais gravé par le cœur, la main et l'outil sur le marbre de ce Parvis des Libertés.

Je témoigne de vous pour que les hommes enfin, tiennent raison de l'homme et refusent à jamais de la misère la fatalité. »

## À l'origine de la Journée mondiale du refus de la misère
Ce discours prononcé le 17 octobre 1987, et la dalle inaugurée le même jour sur le Parvis des droits de l'homme à Paris, sont à l'origine de la création de la Journée mondiale du refus de la misère, reconnue officiellement le 22 novembre 1992 par l'Assemblée générale des Nations unies comme Journée internationale pour l'élimination de la pauvreté, célébrée chaque année le 17 octobre.

## Galerie

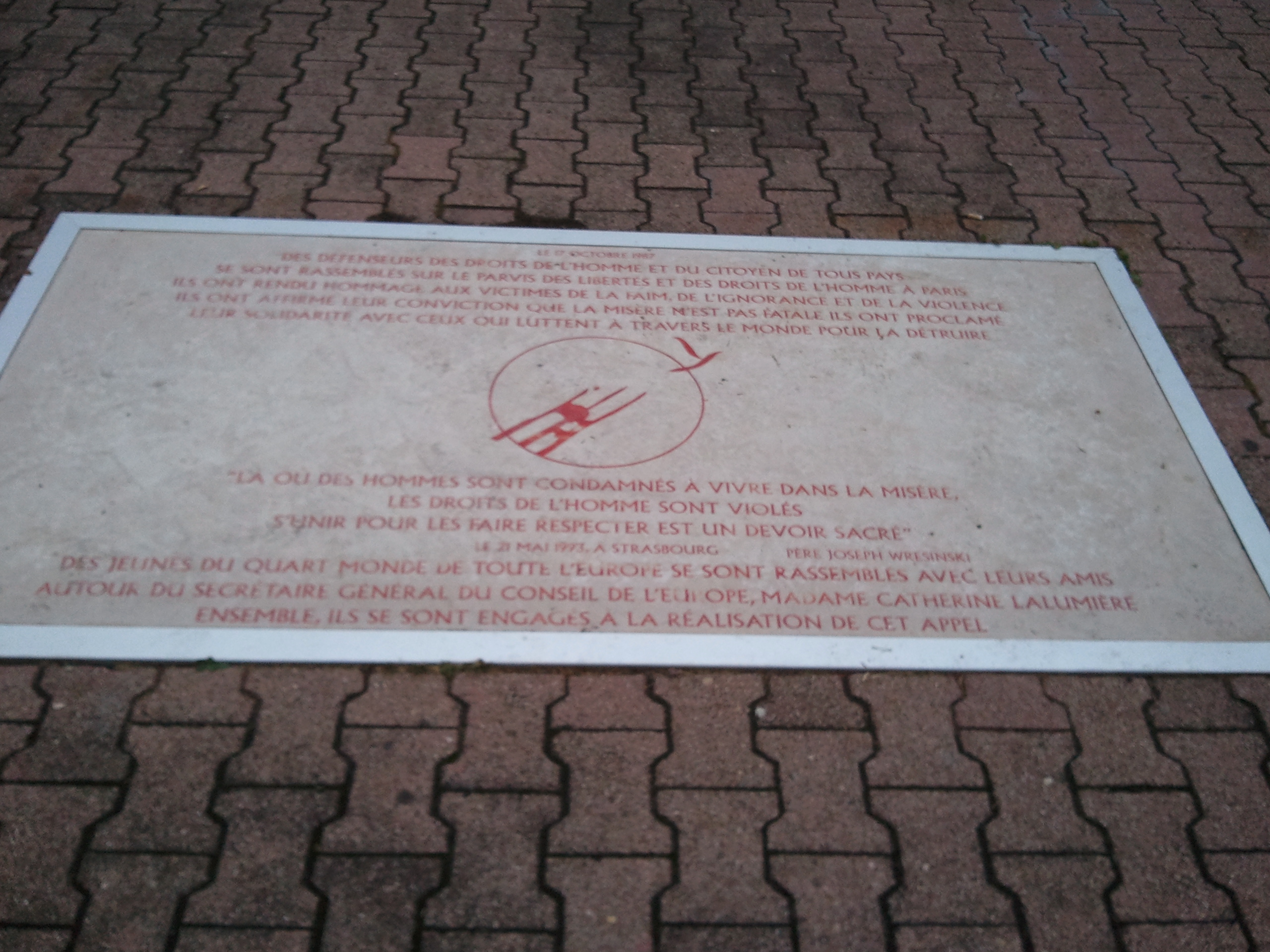
Dalle inaugurée le 29 mai 1993 devant le palais de l'Europe à Strasbourg, en mémoire du discours du 17 octobre 1987.
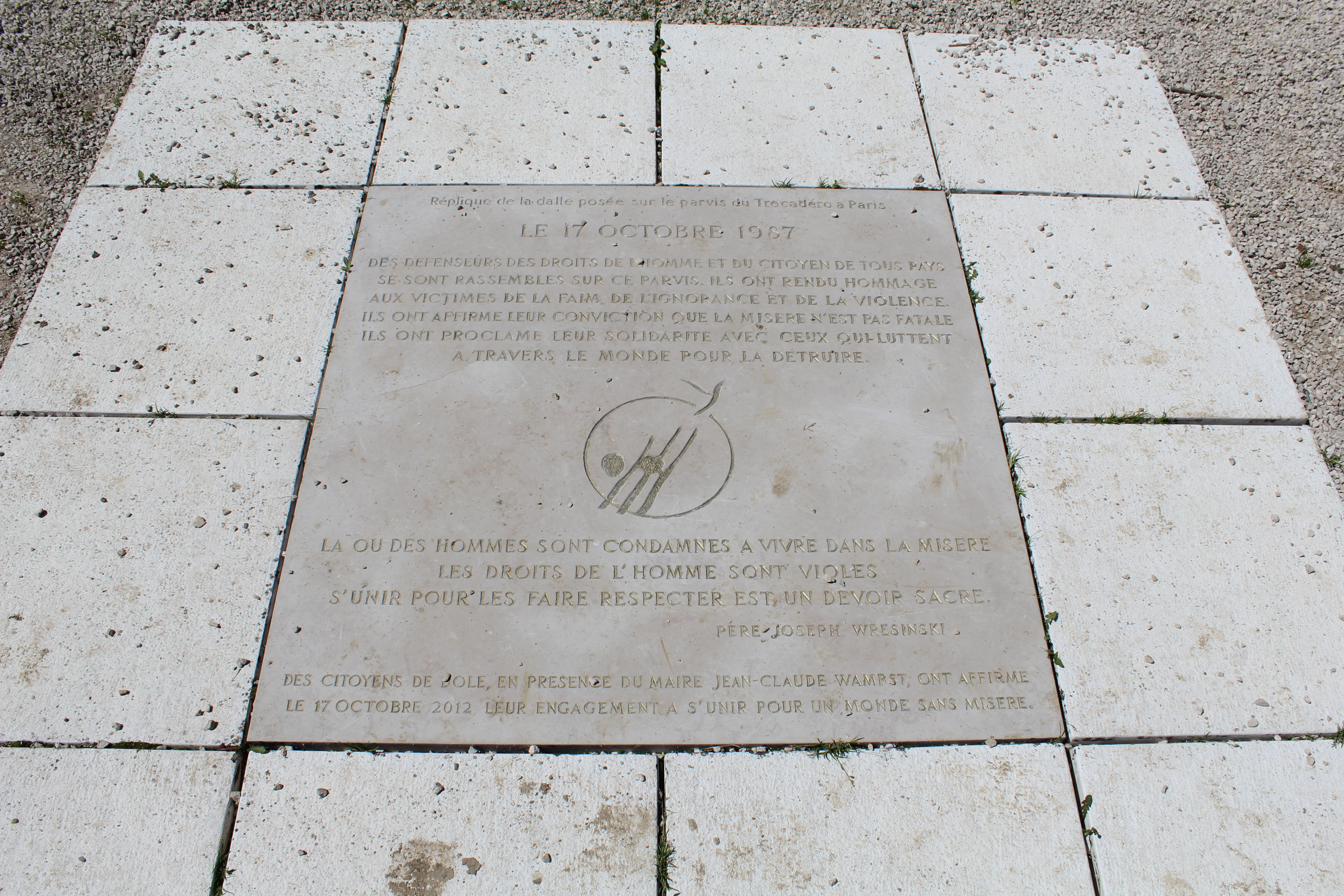
Réplique de la dalle du Parvis des droits de l'homme, inaugurée à Dole le 17 octobre 2012.